# The Glass Bottom Boat
The Glass Bottom Boat is een Amerikaanse filmkomedie uit 1966 onder regie van Frank Tashlin. Destijds werd de film in Nederland uitgebracht onder de titel De spion met het kanten broekje.

## Verhaal
De wetenschapper Bruce Templeton neemt de knappe weduwe Jennifer Nelson in dienst als secretaresse om zijn biografie te schrijven. Ze wordt ten onrechte voor een Russische spionne aangezien. Bruce blijft als enige geloven in haar onschuld.

## Rolverdeling
| Acteur           | Personage         |
| ---------------- | ----------------- |
| Doris Day        | Jennifer Nelson   |
| Rod Taylor       | Bruce Templeton   |
| Arthur Godfrey   | Axel Nordstrom    |
| John McGiver     | Ralph Goodwin     |
| Paul Lynde       | Homer Cripps      |
| Edward Andrews   | Wallace Bleecker  |
| Eric Fleming     | Edgar Hill        |
| Dom DeLuise      | Julius Pritter    |
| Dick Martin      | Zack Molloy       |
| Elisabeth Fraser | Nina Bailey       |
| George Tobias    | Mijnheer Fenimore |
| Alice Pearce     | Mevrouw Fenimore  |
| Ellen Corby      | Anna Miller       |
| Dee J. Thompson  | Donna             |